# Agenzia per le piccole imprese
L'Agenzia per le piccole imprese (in lingua inglese Small Business Administration, SBA) è un'agenzia governativa degli Stati Uniti d'America che fornisce supporto a imprenditori e piccole imprese. Il suo obiettivo è quello di "mantenere e rafforzare l'economia della nazione consentendo la costituzione e la redditività di piccole imprese e aiutando la ripresa economica delle comunità dopo le situazioni emergenziali". Le attività dell'agenzia sono state riassunte nelle "3 C" di capitale, contratti e consulenza.
I prestiti della SBA vengono concessi tramite banche e altri istituti di credito che collaborano con l'agenzia, la quale fornisce una garanzia statale su una parte del prestito. Con l'approvazione del Recovery Act e dello Small Business Jobs Act, i prestiti SBA sono stati migliorati per fornire una garanzia fino al 90% al fine di rafforzare l'accesso al capitale per le piccole imprese dopo il congelamento del credito nel 2008. L'agenzia ha registrato volumi di prestito record alla fine del 2010.
L'agenzia è impegnata nell'attuazione degli sforzi del governo federale nell'ottica di fornire il 23% dei contratti federali diretti alle piccole imprese. I programmi di appalto per le piccole imprese includono misure volte a garantire che determinati contratti di ambito federale siano stipulati con piccole imprese di proprietà di donne e veterani inabili al servizi, nonché a imprese che partecipano a programmi come l'8(a) Business Development Program e HUBZone. Nel marzo 2018 la SBA ha lanciato la SBA Franchise Directory, con l'obiettivo di collegare gli imprenditori a linee di credito e capitale per far crescere le loro attività.

## Storia
L'Agenzia per le piccole imprese è stata istituita il 30 luglio 1953 dal presidente Eisenhower con la firma dello Small Business Act.
L'Agenzia è sopravvissuta ad una serie di tentativi di abolizione. Nel 1996, la Camera dei Rappresentanti a maggioranza repubblicana aveva pianificato la soppressione dell'agenzia. L'agenzia è tuttavia rimasta in piedi, ottenendo un budget record nel 2000. I rinnovati sforzi dell'amministrazione Bush per porre fine al programma di prestito della SBA incontrarono la resistenza del Congresso, ma i fondi a disposizione della SBA furono ripetutamente tagliati e nel 2004 alcune spese furono congelate. L'amministrazione Obama rinnovò invece il sostegno alla SBA aumentandone il budget attraverso l'American Recovery and Reinvestment Act del 2009 e lo Small Business Jobs Act del 2010 che hanno garantito all'ente un aumento significativo degli stanziamenti.

## Programmi di prestito

### Programma di garanzia dei prestiti
Il programma di garanzia dei prestiti 7(a) è concepito per aiutare gli imprenditori ad avviare o espandere le loro piccole imprese. È il programma di prestiti più comunemente offerto dalla SBA. Il programma fornisce capitale alle piccole imprese attraverso istituti di credito bancari e non bancari. Nel 1982, la SBA ha diffuso 14 licenze non bancarie come parte della sua iniziativa per espandere lo Small Business Loan Program (SBLC).
Lo Small Business Jobs Act del 2010 ha aumentato l'importo massimo di questi prestiti a tempo indeterminato da 2 a 5 milioni di dollari.

### Programma di microprestiti
Il programma di microprestiti fornisce prestiti diretti a prestatori intermediari qualificati senza scopo di lucro, che a loro volta erogano "microprestiti" fino a 50.000 dollari a piccole imprese e centri di assistenza all'infanzia senza scopo di lucro. Fornisce inoltre assistenza tecnica, gestionale e di marketing ai mutuatari e ai potenziali mutuatari.

### Programma di prestiti per calamità
I proprietari di case e gli affittuari possono beneficiare di prestiti a lungo termine e a basso tasso di interesse per riportare le proprietà danneggiate alle condizioni precedenti la catastrofe. Il programma è disponibile per proprietari di case e affittuari.
Anche le imprese possono beneficiare di prestiti a lungo termine e a basso tasso di interesse per la ricostruzione dopo i disastri dichiarati. I prestiti per i soccorsi in caso di calamità sono spesso approvati entro 21 giorni. I tempi di approvazione sono migliorati rispetto a quelli dell'uragano Katrina di oltre 15 anni fa, quando l'SBA elaborò le richieste in una media di circa 74 giorni.